# Gate Tower
Gate Towerは日本のテクノレコードレーベル。日本から世界へ良質なデジタルサウンドを提供している。国内からはDJ WADA、DJ HILOCO a.k.a. neroDoll等、日本を代表するテクノDJが楽曲を提供している。

## 作品
- 『EVERYTHING IS』 Gate Tower 2014
- 『Delta』 Gate Tower 2014
- 『Blue』 Gate Tower 2014
- 『Come On』 Gate Tower 2015
- 『I Code』 Gate Tower 2015
- 『Come On Remix』 Gate Tower 2015
- 『AGGRESSIVE』 Gate Tower 2015
- 『Brave』 Gate Tower 2016